# MG X-Power SV
El MG X-Power SV ("Sport Veloce") es un automóvil superdeportivo fabricado en Módena (Italia), en una fábrica de Vaccari & Bosi, financiada por MG Rover. Está basado en la plataforma del Qvale Mangusta, anteriormente De Tomaso Bigua.
Es un cupé de dos puertas con motor delantero y tracción trasera. Inicialmente, su motor gasolina era un V8 de 4.6 litros de cilindrada y 324 CV de potencia, en el 2004 se reemplazó por un V8 de 5.0 litros y 385 CV, cuya velocidad máxima se estima en 280 km/h.
- Datos: Q1881472
- Multimedia: MG XPower SV / Q1881472